# Kobryń (stacja kolejowa)
Kobryń (biał: Кобрын, ros: Кобрин) – stacja kolejowa w Kobryniu, w obwodzie brzeskim, na Białorusi, obsługiwana przez brzeską administrację Kolei Białoruskich. Znajduje się na linii Żabinka – Homel.